# Руденко Олексій Валерійович
Олексій Валерійович Руденко (нар. 5 серпня 1965, Київ) — український художник і геральдист. Заслужений художник України (2005). Директор ТОВ «Геральдична палата „Олекса Руденко&Компаньйони“» та ПП «Геральдична палата. Олекса Руденко». Доцент кафедри графіки видавничо-поліграфічного інституту Національного Технічного університету України «КПІ» (від 2010 р.).

## Життєпис
Закінчив Республіканську художню середню школу (1983 р.) Закінчив Київський державний художній інститут (1992). Член НСХУ (2000). Член Українського геральдичного товариства.

## Захоплення
Захоплюється вексилологією (наука про прапори), емблематикою, військово-історичною реконструкцією наполеонівських війн та української історії доби Хмельниччини.

## Творчість

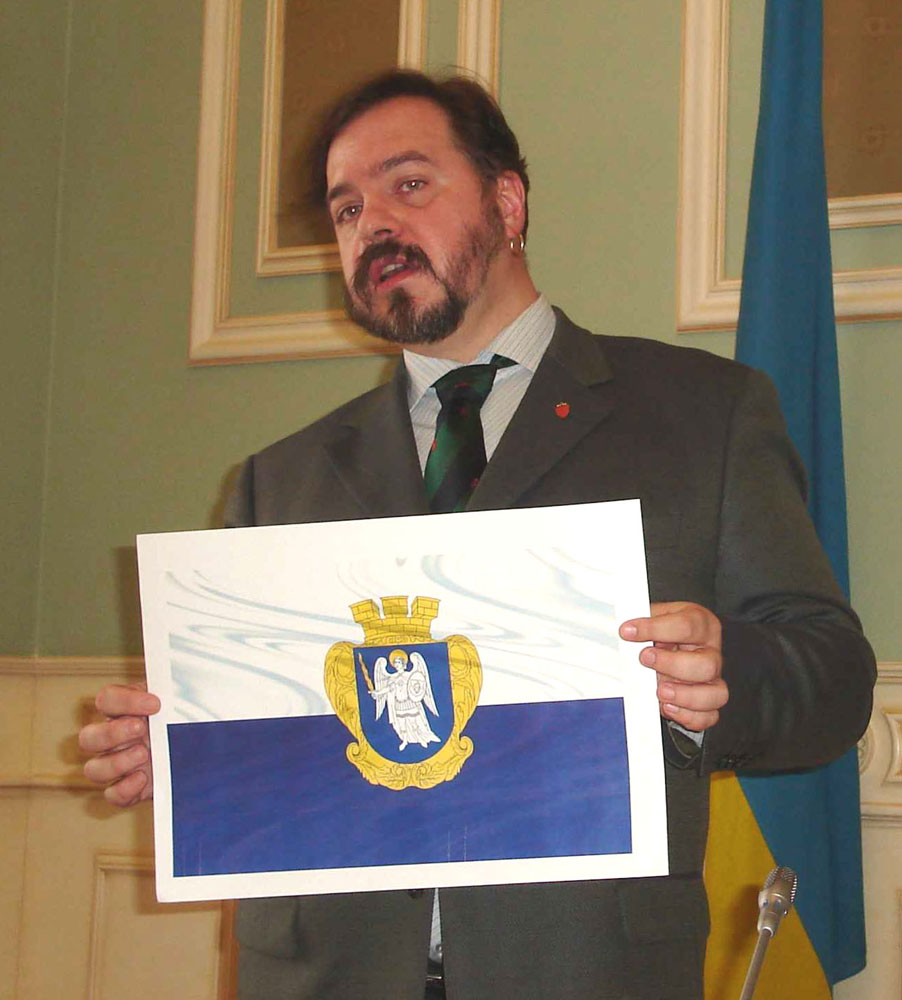
Олексій Руденко, 2012 р.

Створив ескізи численних державних та відомчих відзнак України, зокрема — знаків ордена Богдана Хмельницького (1995) і ордена княгині Ольги (1997). Автор розробки та керівник виготовлення Офіційних символів глави держави (1999 р.) Підготував понад 180 розробок геральдичних комплексів державної ваги, має роботи з територіальної, корпоративної та персональної геральдики. Брав участь у конкурсі на створення пластичної версії Великого державного герба України. Автор проєкту герба Києва 2009 року.
Розробляє футбольні трофеї. Разом з Михайлом Чебурахіним у 2001 році створив сучасний дизайн Кубка України з футболу. Також він є розробником медалей для чемпіона і призерів чемпіонату України з футболу.
Учасник робочої групи МО України зі вдосконалення однострою, знаків розрізнення та ідентифікації військовослужбовців Збройних Сил України, створеної на виконання окремого доручення Міністра оборони України генерала армії України С.Т. Полторака № 9571/3 від 26.05.2015 р., член робочої групи МО України з удосконалення нагородної системи Міністерства оборони України та Генерального штабу МО України. Співавтор науково-практичного твору «Знаки розрізнення, повсякденна, парадно-вихідна та парадна форма одягу військовослужбовців Збройних Сил України». Офіційно передано Міністерству оборони України як волонтерська допомога 17.02.2016 р.

### Доробок
Офіційні символи глави Держави
- Булави Президента України;
- Знак Президента України, Штандарт Президента;
- Співавтор Печатки Президента України.

Державні нагороди України
- «Орден Богдана Хмельницького» у трьох ступенях;
- «Орден княгині Ольги» у трьох ступенях;
- Ордену «За доблесну шахтарську працю» у трьох ступенях;
- Медаль «За працю і звитягу»;
- Автор нагрудних знаків України до Почесних звань України — Співавтор нагрудного знака до почесного звання «Мати-героїня».

Герби та прапори
- Дніпропетровської області;
- Житомирської області;
- Попільнянського району Житомирської області;
- Ружинського району Житомирської області;
- Володар-Волинського району Житомирської області;
- Міста Березань Київської області;
- Оболонського у м. Києві району;
- Дніпровського у м. Києві району;

Відомча символіка та нагороди, форма одягу та знаки розрізнення багатьох міністерств та відомств України. Зокрема
- Символіки Державної митної служби України;
- Символіки Служби безпеки України;
- Символіки Міністра внутрішніх справ України;
- Символіки МНС України;
- Символіки ВВ МВС України;
- Символіки ДПСУ;
- Символіки Президентського оркестру МО України;
- Відзнаки Головнокомандувача Збройних сил України.

## Нагороди
- Дипломант (III місце) Всеукраїнського конкурсу на створення ескізу «Ордену Небесної сотні». (2014 р.)
- нагороджений медаллю «За сприяння Збройним Силам України» Наказом Міністра оборони України № 552 від 16.08.2017 р. за участь у розробці науково-практичного твору «Знаки розрізнення, повсякденна, парадно-вихідна та парадна форма одягу військовослужбовців Збройних Сил України».